# Kalbsburg
Die Kalbsburg ist ein ehemaliges Rittergut in der Gemarkung des Ortsteils Großenenglis der Stadt Borken im Schwalm-Eder-Kreis in Nordhessen.  Sie liegt 4 km südlich von Fritzlar am Nordrand der Großenengliser Platte, der Anhöhe über der Ederebene.

## Geschichte

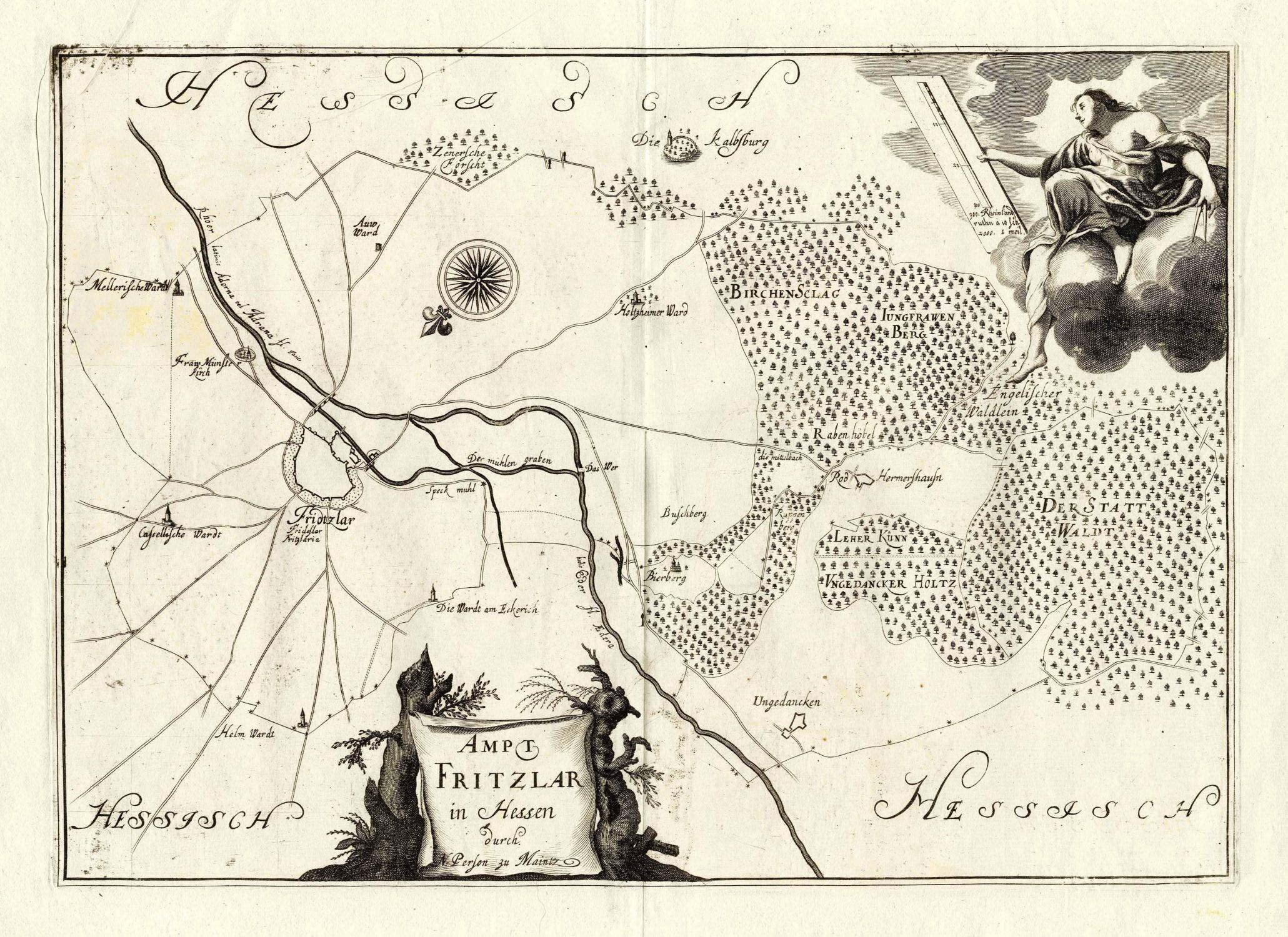
Die Kalbsburg (oben) auf einer Karte des kurmainzischen Amts Fritzlar von 1694

Die erste urkundliche Erwähnung des Orts erfolgte 1197, als Papst Coelestin III. dem Kloster Spieskappel Einkünfte zu „Bunebach“ bestätigte (damals noch nicht Kalbsburg genannt). 1320 gewährte das Stift Fritzlar dem Kloster dort weitere Lehnsgüter. 1386 gehörten diese Besitzungen zumindest teilweise dem Kloster Haina.

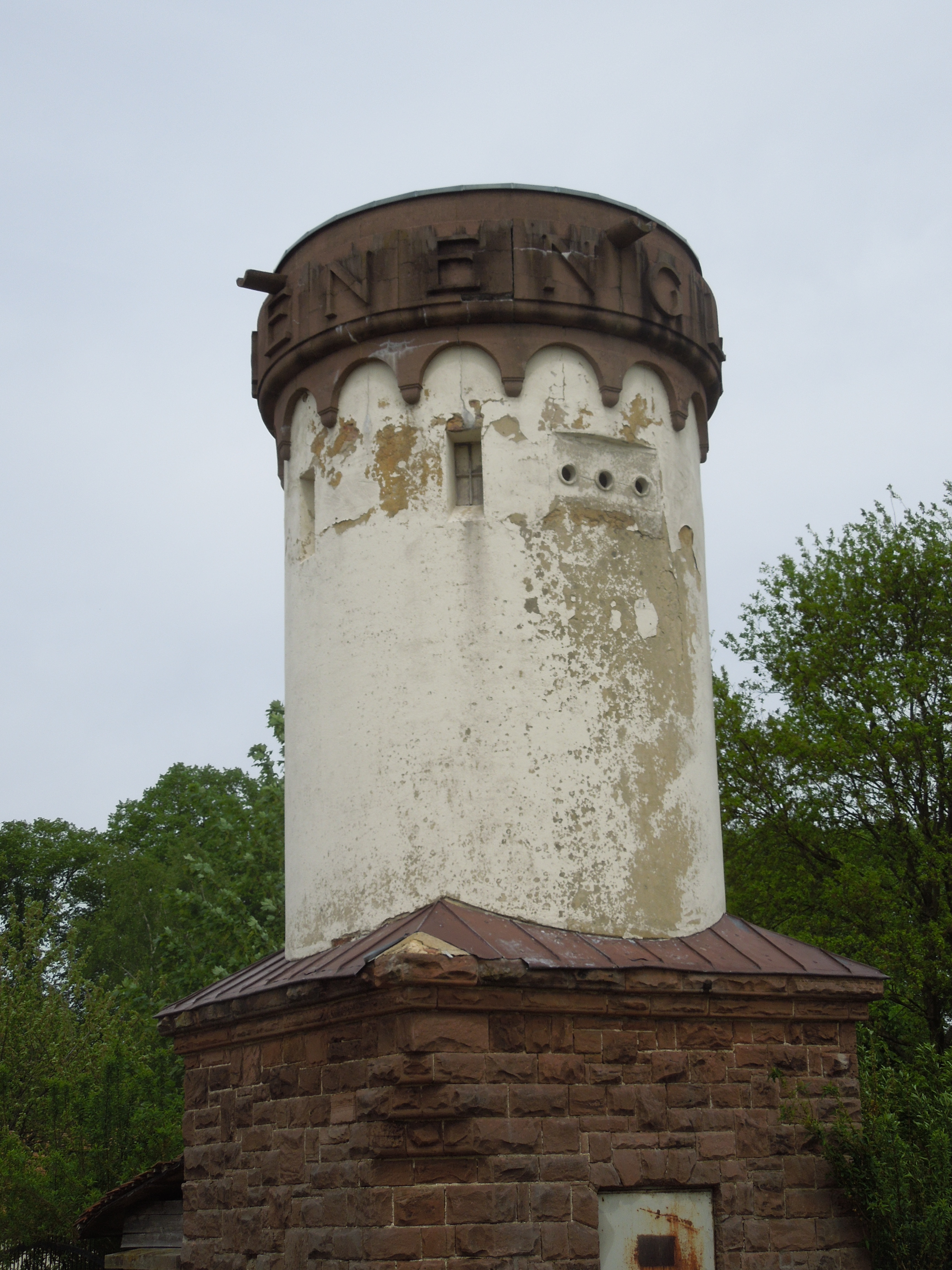
Trafostation, gebaut im Stil eines Wartturms, auf der Kalbsburg

Nach den entscheidenden Siegen des hessischen Landgrafen Ludwig I. über Erzbischof Konrad III. von Mainz im Mainzisch-Hessischen Krieg von 1427 in den Schlachten bei Großenenglis (23. Juli 1427) und bei Fulda (10. August 1427) verloren das Erzbistum Mainz und seine Lehnsmannen in Nordhessen große Teile ihres Besitzes an die Landgrafschaft Hessen, darunter auch das Gut Hohenenglis. Schon 1431 ließ Landgraf Ludwig I. einen Wachturm an der hessischen Grenze zum mainzischen Fritzlar, in unmittelbarer Nähe der heutigen Kalbsburg, bauen und in die Landwehr seines Amts Borken gegenüber dem mainzischen Fritzlar einbeziehen. Die Warte auf der Landwehr, die erst nach 1757 abgebrochen wurde, war zunächst als „Turm auf dem Bonebach“ nach der dortigen Siedlung Bunebach (Bonebach) benannt; erst seit der Mitte des 16. Jahrhunderts erscheint der Name Kalbsburg.

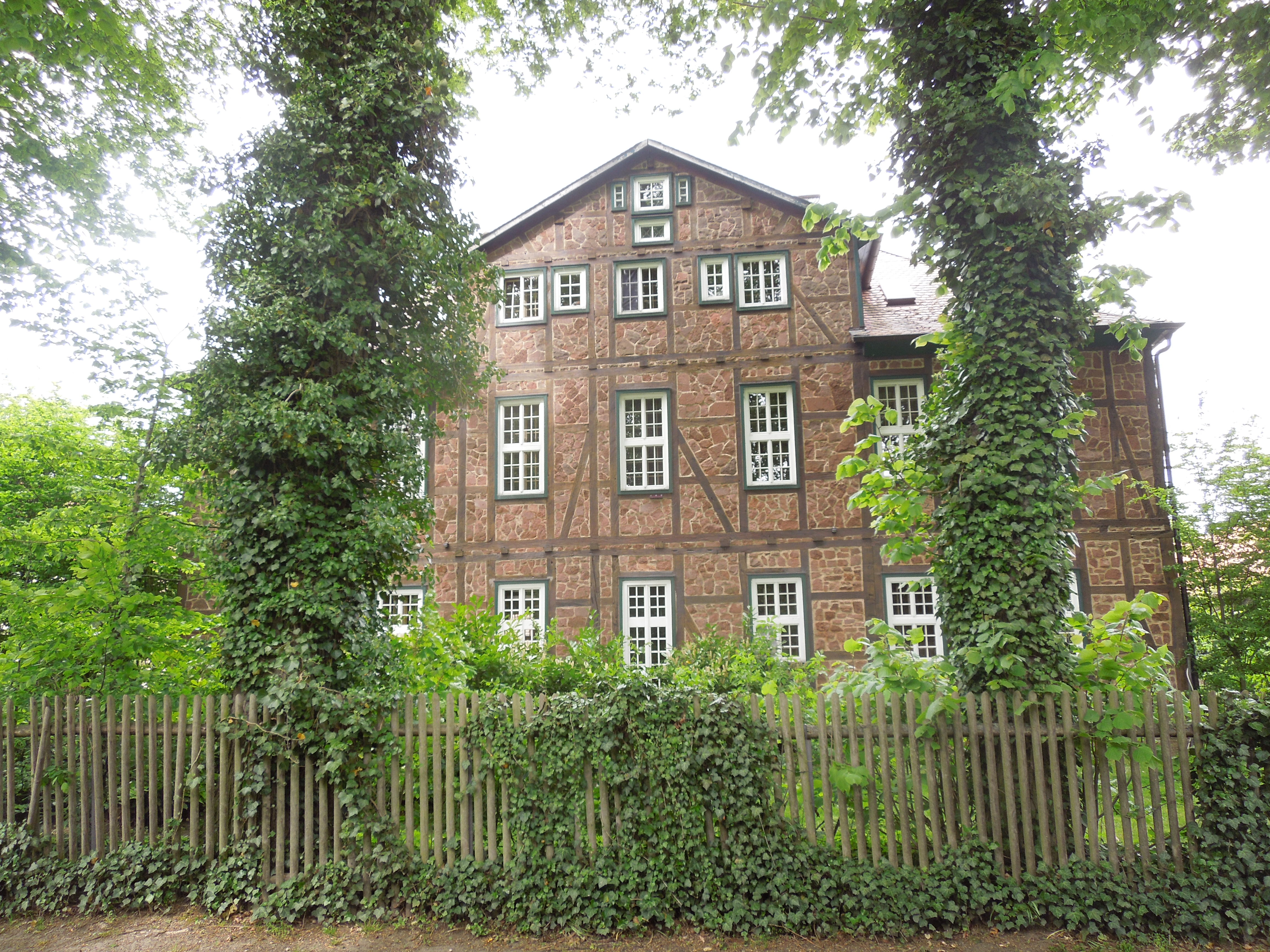
Das ehemalige Herrenhaus

Sein Enkel Ludwig II. gab diesen Wachturm 1448 an Philipp von Borken und nach dessen Tod 1457 an Henne II. von Wehren. 1497 übertrug Landgraf Wilhelm I. den Landwehrturm als Mannlehen an seinen Borkener Amtmann Philipp von Wildungen, und dessen Nachfolger erweiterten dieses Lehen mit umliegenden Wäldern und Feldern. Die von Wildungen bauten das Gut aus und hielten es bis 1596, als Burkhard von Wildungen es an seinen Schwager Melchior von Hanstein und danach an dessen Sohn Kaspar verpfändete. Kaspar, hochverschuldet, trat die Kalbsburg schon 1616 an Landgraf Moritz von Hessen-Kassel ab, der sie 1626 seinem Sohn aus zweiter Ehe Friedrich (aus der Rotenburger Linie) schenkte.

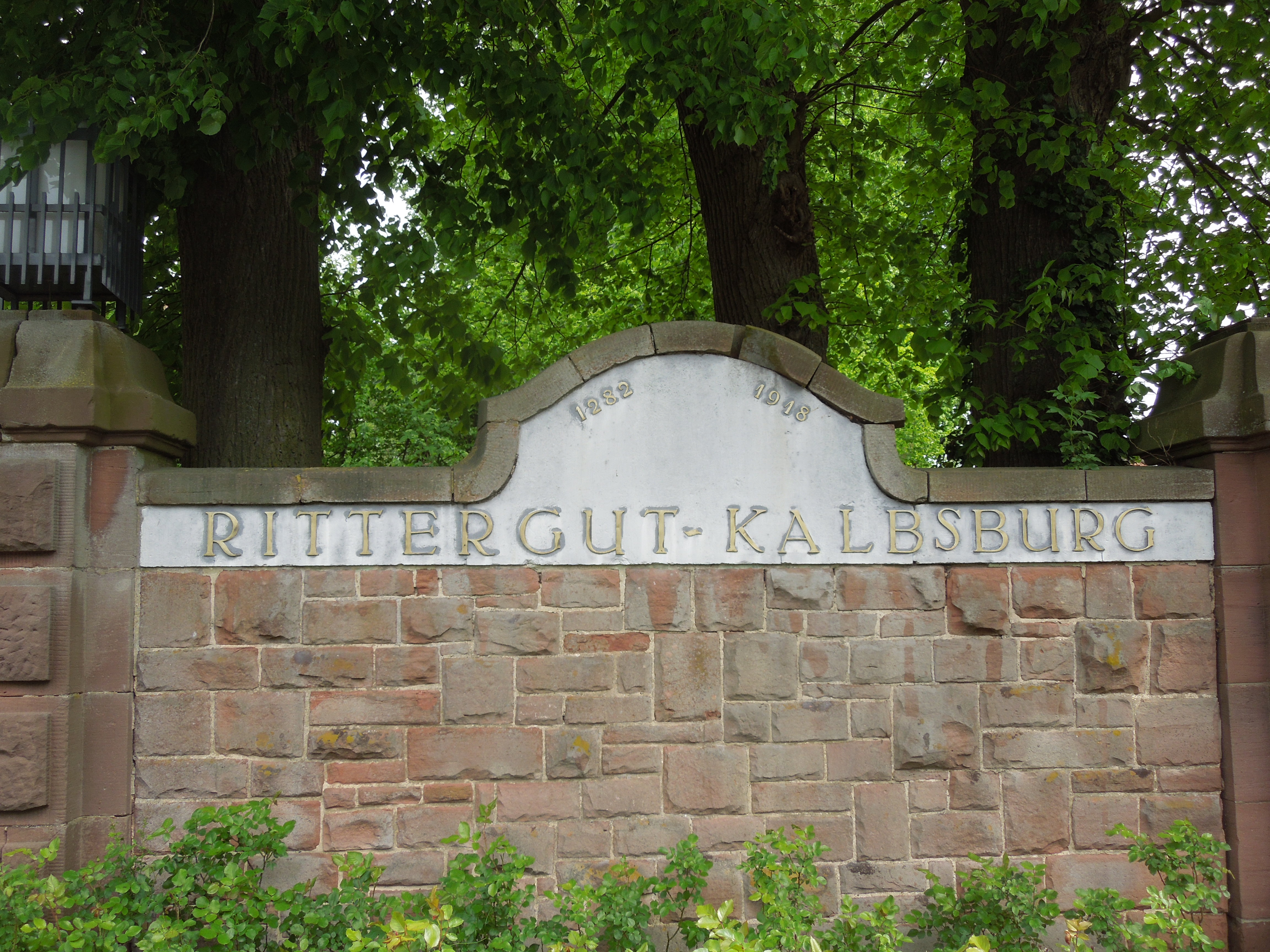
Portalbeschriftung an der Hofeinfahrt

1644 wurden ein Geheimrat von Pohlheim und 1657 dessen Vetter Wilhelm Pohlheim mit der Kalbsburg belehnt. Letzterer verkaufte sie an Jost Philipp von Meysenbug. Die weitere Geschichte ist eine Folge von Verkäufen und Käufen an Gutsbesitzer, die bis 1956 dort Landwirtschaft betrieben. Lediglich die 1779 in den Reichsadelsstand erhobene Familie des späteren Regierungsdirektors von Kassel Otto von Porbeck (1764–1841) hielt das Gut über längere Zeit, von 1778 bis 1885.
Das heutige „Herrenhaus“ ist eine Villa aus den Jahren 1911–1913.
1956 kam die Anlage in den Besitz der Hessischen Heimat, die dann im Laufe der Jahre die Villa, die Wirtschaftsgebäude und das ehemalige Herrenhaus an private Eigentümer verkaufte.